# کلرپروتیکسن
کلرپروتیکسن (انگلیسی: Chlorprothixene) با نام تجاری Truxal یک داروی آنتی سایکوتیک از گروه تیوگزانتن است.

### موارد مصرف
مصارف اصلی کلرپروتیکسن درمان اختلالات سایکوتیک (به عنوان مثال اسکیزوفرنی ) و فاز مانیای حاد به عنوان بخشی از اختلالات دو قطبی است . 
موارد دیگر استفاده از حالت های قبل و بعد از عمل که با اضطراب و بی خوابی همراه است، حالت تهوع استفراغ شدید (در بیماران بستری) ، بهبود اضطراب و آژیتاسیون ناشی از مصرف SSRI برای افسردگی و off label در بهبود علایم ترک الکل و مواد افیونی. همچنین ممکن است با احتیاط در درمان تحریک پذیری غیر سایکوتیک ، پرخاشگری و بی خوابی در کودکان بیمار استفاده شود. 

### عوارض جانبی
کلروپروتیکسن دارای فعالیت آرام بخش قوی با شیوع بالای عوارض آنتی کولینرژیک است. انواع عوارض ناشی از آن (خشکی دهان ، افت فشارخون و تاکی کاردی ، هایپرهیدروزیس ، افزایش وزن قابل توجه و غیره) . 
کلروپروتیکسن از لحاظ ساختاری با کلروپرومازین مرتبط است ، که با آن ، در اصل ، تمام عوارض جانبی با آن به اشتراک می گذارد. به نظر می رسد عوارض جانبی آلرژیک و آسیب کبدی با فرکانس پایین قابل توجهی مشاهده می شود. افراد مسن به ویژه در مورد عوارض جانبی آنتی کولینرژیک کلروپروتیکسن ( گلوکوم زاویه باریک ، انسداد شدید ، مشکلات در ادرار کردن ، حالت کانفیوژن و دلیریوم ) حساس هستند. در بیماران بالای 60 سال ، دوزها باید به ویژه کم باشند. عوارض جانبی زودرس و دیررس اکستراپیرامیدال ممکن است رخ دهد اما با فرکانس پایین ذکر شده است .

### مصرف بیش از حد
علائم مصرف بیش از حد می تواند سردرگمی ، فشار خون پایین و تاکی کاردی باشد و تعداد زیادی تلفات با غلظت خون پس از مرگ از mg / L 0.1 تا 7.0 mg / Lگزارش شده است.   در مقایسه با مقادیر غیر سمی در خون پس از مرگ که می تواند تا 0.4 افزایش یابد   mg / kg. 

### تداخلات
کلرپروتیکسن ممکن است سطح پلاسما لیتیوم را همزمان افزایش دهد. برای جلوگیری از مسمومیت با لیتیوم ، سطح لیتیوم پلاسما باید از نزدیک مورد بررسی قرار گیرد. 
اگر کلرپروتیکسن به طور همزمان با مواد مخدر تجویز شود ، مقدار مصرف مواد افیونی باید کاهش یابد (تقریباً 50٪) ، زیرا کلروپروتیکسن اقدامات درمانی و عوارض جانبی مواد افیونی را بطور قابل توجهی تقویت می کند. 
از مصرف همزمان کلروپروتیکسن و ترامادول (اولترام) خودداری کنید. تشنج با این ترکیب ممکن است روبرو شود. 
اگر کلرپروتیکسن با بنزودیازپین ها یا باربیتوراتها تجویز می شود ، اثرات آرام بخش کننده و حالت های گیج کننده را در نظر بگیرید. دوزهای کم بطور خاص از این داروها انتخاب کنید. 
در ترکیب کلروپروتیکسن با سایر داروهای آنتی کولینرژیک ( داروهای ضد افسردگی سه حلقه ای و داروهای ضد پارکینسون ) احتیاط ویژه ای کنید: به ویژه افراد مسن ممکن است دچار دلیریوم ، تب بالا ، انسداد شدید حتی ایلئوس و گلوکوم شوند. 
1. ↑  Skov L, Johansen SS, Linnet K (Jan 2015). "Postmortem Femoral Blood Reference Concentrations of Aripiprazole, Chlorprothixene, and Quetiapine". Journal of Analytical Toxicology. 39 (1): 41–44. doi:10.1093/jat/bku121. PMID 25342720.

- مشارکت‌کنندگان ویکی‌پدیا. «Chlorprothixene». در دانشنامهٔ ویکی‌پدیای انگلیسی، بازبینی‌شده در ۲ ژانویه ۲۰۲۰.